# Pays de la Vallée de la Sarthe
 (juin 2025).
Motif : Absence de sources secondaires
- Archive Wikiwix
- Bing
- Cairn
- DuckDuckGo
- E. Universalis
- Gallica
- Google
- G. Books
- G. News
- G. Scholar
- Persée
- Qwant
- (zh) Baidu
- (ru) Yandex
- (wd) trouver des œuvres sur Wikidata

| 1. | Préciser le motif de la pose du bandeau. | Précisez le motif de la pose du bandeau en utilisant la syntaxe suivante : {{admissibilité à vérifier\|date=juillet 2025\|motif=remplacez ce texte par le motif}}                                   |
| 2. | Informer les utilisateurs concernés.     | Pensez à avertir le créateur de l'article, par exemple, en insérant le code ci-dessous sur sa page de discussion : {{subst:avertissement admissibilité à vérifier\|Pays de la Vallée de la Sarthe}} |

Le Pays de la Vallée de la Sarthe est structure de regroupement de collectivités locales française, située dans les départements de la Sarthe et de la Mayenne et la région Pays de la Loire.

## Description
5 intercommunalités
1. Communauté de communes des Pays de Loué
2. Communauté de communes du Pays Malicornais
3. Communauté de communes de Sablé-sur-Sarthe
4. Communauté de communes de Vègre et Champagne
5. Communauté de communes du Val de Sarthe

ainsi que la commune de Spay.